# Riedelia montana
Riedelia montana là một loài thực vật có hoa trong họ Gừng. Loài này được Theodoric Valeton miêu tả khoa học đầu tiên năm 1913.

## Phân bố
Loài này được tìm thấy ở cao độ 2.600 m trên đỉnh dãy núi Hellwig, ở tây nam đảo New Guinea, thuộc địa phận tỉnh Papua, Indonesia. Mẫu vật điển hình: L.S.A.M. von Römer 1200 do Lucien von Römer (1873-1965) thu thập.

## Các thứ
- Riedelia montana var. arfakensis Valeton, 1913. Mẫu điển hình: K. Gjellerup 1154 do Knud Gjellerup thu thập ngày 19 tháng 4 năm 1912 ở cao độ 1.900 m tại dãy núi Arfak, phía bắc tỉnh Tây Papua, Indonesia.[5]
- Riedelia montana var. goliathensis Valeton, 1913. Mẫu điển hình: A.C. de Kock 70 và A.C. de Kock 156 do Adriaan Cornelis de Kock (1878-1949) thu thập ở cao độ 3.200 m tại núi Goliath, tỉnh Papua.[6]
- Riedelia montana var. puberula Valeton, 1917. Mẫu điển hình: L.S. Gibbs 5515 do Lilian Suzette Gibbs (1870-1925) thu thập tháng 12 năm 1913 tại dãy núi Arfak.[7]